# 向柏旭
向柏旭（1995年8月9日—），出生于重庆，中国足球运动员，司职後衛。

## 职业生涯
向柏旭在2014年3月加盟圣埃蒂安青年队。2015年7月7日加盟中甲球队天津权健。2015年7月18日在主场1-2负于湖南湘涛的比赛在第67分钟替补上场，上演首秀。2016年9月25日在客场3-0战胜新疆天山雪豹的比赛中打进处子球。
2016年11月26日，向柏旭加盟中超球队广州富力。在2017年3月4日中超第一轮广州富力主场2-0战胜老东家天津权健的比赛中，在84分钟替补肖智上场，这是他在广州富力的首秀。

## 荣誉

### 俱乐部
天津权健
- 中甲冠军：2016

## 备注
1. ↑  . 凤凰网. 2014-03-04  [2017-03-05]. （原始内容存档于2017-03-05）.
2. ↑  . 腾讯. 2015-07-07  [2017-03-05]. （原始内容存档于2019-08-14）.
3. ↑  . 新浪. 2015-07-18  [2017-03-05]. （原始内容存档于2017-03-05）.
4. ↑  . 新浪. 2016-09-25  [2017-03-05]. （原始内容存档于2017-03-05）.
5. ↑  . 搜狐. 2016-11-26  [2017-03-05]. （原始内容存档于2018-01-31）.
6. ↑  . 新浪. 2017-03-04  [2017-03-05]. （原始内容存档于2018-05-25）.